# Simulium wulindongense
Simulium wulindongense es una especie de insecto del género Simulium, familia Simuliidae, orden Diptera.

## Taxonomía
Fue descrita científicamente por An, 2006. Fue publicada en A new species of Simulium (Nevermannia) from Heilongjiang Province, China (Diptera: Simuliidae). 13(2): 45-48.